# دوم ثناثي التفرع
دوم ثناثي التفرع (الاسم العلمي: Hyphaene dichotoma) هو نوع نباتي يتبع جنس الدوم من فصيلة الفوفلية.